# Ridderorden in Noord-Korea

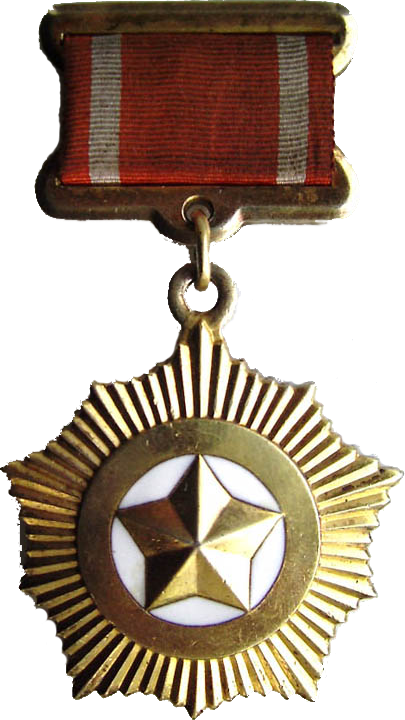
Held van de Koreaanse Democratische Volksrepubliek

De Koreaanse keizers hebben aan het einde van de 19e eeuw ridderorden naar Europees model ingesteld. Het land zelf was eeuwenlang een "kluizenaarstaat" waarin dergelijke Europese instellingen en gedachten niet konden doordringen.

- De keizerlijke orden staan opgesomd in het artikel 'Ridderorden in Korea'.
- De Zuid-Koreaanse orden staan opgesomd in het artikel 'Ridderorden in Zuid-Korea'.

Na een halve eeuw van onderdrukking werd Korea in 1945 bevrijd maar meteen ook gedeeld.
De op 9 september 1948 uitgeroepen Democratische Volksrepubliek Korea, meestal "Noord-Korea" genoemd, heeft tal van onderscheidingen ingesteld. Deze hebben alle het karakter van socialistische orden en zijn naar Russisch voorbeeld vormgegeven. Wij noemen: 
- De Held van de Koreaanse Democratische Volksrepubliek (Medaille van de Gouden Ster), "Kongchuanghuk Yongung", ingesteld op 30 juni 1950
- De Held van de Arbeid van de Koreaanse Democratische Volksrepubliek (Medaille van de Gouden Ster), "Loyok Yongung", ingesteld op  17 juli 1951
- De Kim Il-sung
- De Orde van Kim Jong-il
- De Orde van the Nationale Vlag, "Kukki Hunchang", ingesteld op  2 oktober 1948
- De Orde van de Vrijheid en de Onafhankelijkheid, "Sayu Dokryb Hunchang", ingesteld in het begin van de jaren 50
- De Orde van Admiraal Li Sun Sin, "Lee Sun Sin Chaggun Hunchang".
- De Orde van het Twintigjarig Bestaan van de Koreaanse Democratische Volksrepubliek
- De Orde ter herinnering aan het oprichten van het Volksleger
- De Orde van de Arbeid
- De Orde van de Eer van de Soldaat, ingesteld in het begin van de jaren 50
- De Orde van de 20e Jaardag van de Stichting van de Volksrepubliek (1968)
- De Orde van Militaire Verdienste
- De Orde van de 20e Jaardag van de Stichting van het Koreaanse Volksleger (1968)
- De Orde van de 60e Jaardag van de Stichting van het Koreaanse Volksleger (1968)
- De Orde van de 40e Jaardag van de Bevrijding (1985)
- De Herdenking Service Orde
- De Orde van de Drie Grote Revoluties (1986)
- De De Ere-Orde van de Soldaat (1950)
- De Orde van de Vijfde Maart
- De Orde ter herinnering aan de Bouw van de Hoofdstad (1992)
- De Ere-Orde van de koolmijnen (1973)
- De Ere-Orde van de Scheepsbouw  (1986)
- De Ere-Orde van de Spoorwegen (1988
- De Orde van Vriendschap (1985)

De versierselen zijn in de vorm van vijfpuntige sterren ontworpen. De medailles worden niet aan vijfhoekig opgemaakte linten gedragen.